# Chevrolet Impala
O Chevrolet Impala é um carro sedã de grande porte construído pela divisão Chevrolet da General Motors em 1958 a 1985, 1994 a 1996, e desde 2000 até 2020. O Impala é o popular carro-chefe de passageiros da Chevrolet e, em geral, estava entre os automóveis norte-americanos mais vendidos nos Estados Unidos até ser descontinuado.
Para sua estreia em 1958, o Impala se distinguiu de outros modelos por suas triplas luzes traseiras simétricas, que retornaram de 1960 a 96. O Caprice foi introduzido como sedã Impala Sport de primeira linha para o ano modelo 1965, mais tarde se tornando uma série separada posicionada acima do Impala em 1966, que, por sua vez, permaneceu acima do Bel Air e do Biscayne. O Impala continuou como o modelo de tamanho completo mais popular da Chevrolet até meados da década de 1980. Entre 1994 e 1996, o Impala foi revisado como uma versão de 5.7 litros V8 do sedã Caprice Classic.
Em 2000, o Impala foi reintroduzido novamente como um sedã mainstream Hi-Mid de tração na roda dianteira. A partir de fevereiro de 2014, o Impala 2014 classificado como número 1 entre os Grandes Carros Acessíveis no ranking dos EUA e do Relatório Mundial (U.S. News & World Report's rankings). Quando a atual décima geração do Impala foi introduzida para o modelo do ano de 2014, a nona geração foi emblemada como Impala Limitado e vendido apenas para clientes da frota até 2016. A partir do modelo do ano de 2015, ambas as versões são vendidas nos Estados Unidos e Canadá, e com o Impala da geração atual também vendido no Oriente Médio, na República Popular da China e na Coreia do Sul. Foi utilizado como taxi e como viatura policial.

## Primeira geração (1958)
O Impala foi introduzido para ser a opção topo de linha da Chevrolet, acima do Bel Air.
Os modelos de 1958 eram mais longos, mais baixos e mais largos do que os seus predecessores. As pontas da cauda de 1957 foram substituídos por para-choques traseiros profundamente esculpidos. Impalas tinha três luzes traseiras de cada lado, enquanto os modelos menores tinham dois e vagões apenas um. As insígnias de bandeira cruzada foram anexadas acima das molduras laterais, bem como molduras brilhantes de balancim e coleiras falsas de paralamas traseiras. 1958 foi o primeiro ano de faróis duplos.
Para 1958, a GM promovia seu cinquenta anos de produção e apresentou modelos de aniversário para cada marca; Cadillac, Buick, Oldsmobile, Pontiac e Chevrolet. Os modelos de 1958 compartilharam uma aparência comum nos principais modelos de cada marca; Cadillac Eldorado Sevilha, Buick Roadmaster Riviera, Oldsmobile Holiday 88, Pontiac Bonneville Catalina e o novo Chevrolet Bel-Air Impala.
Um total de 55.989 conversíveis e 125.480 coupés foram construídos, representando 15 por cento da produção total da Chevrolet. O Chevrolet Bel Air Impala de 1958 ajudou a Chevrolet a recuperar o ponto de produção "número um" naquele ano de recessão.

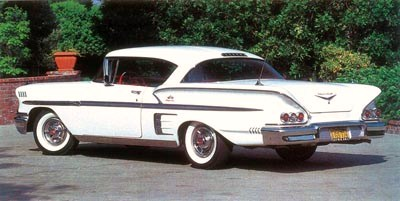
Chevrolet Bel Air Impala Sport Coupe de 1958
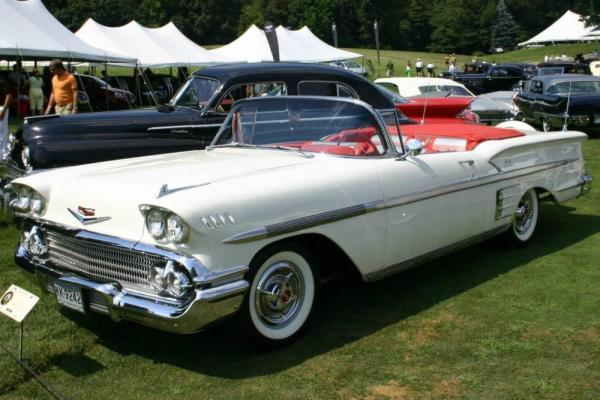
Chevrolet Bel Air Impala Conversível de 1958

## Segunda geração (1959–1960)
O Chevrolet Impala 1959 foi redesenhado. Compartilhando "bodyshells" com "lower-end" da Buicks e Oldsmobiles, bem como com Pontiac, parte de um movimento de economia da GM, a distância entre eixos da Chevrolet foi 1-1/2 polegadas longas. Usando um novo chassi de X-frame, a linha do teto era três polegadas mais baixa, os corpos eram duas polegadas mais largos e o aumento do peso aumentou. Suas pontas da cauda saem para fora, em vez de para cima. As luzes traseiras eram um grande design de "lágrima" em cada lado e duas colheres de entrada de ar frontal não funcionais finas e largas foram adicionadas logo acima da grade,

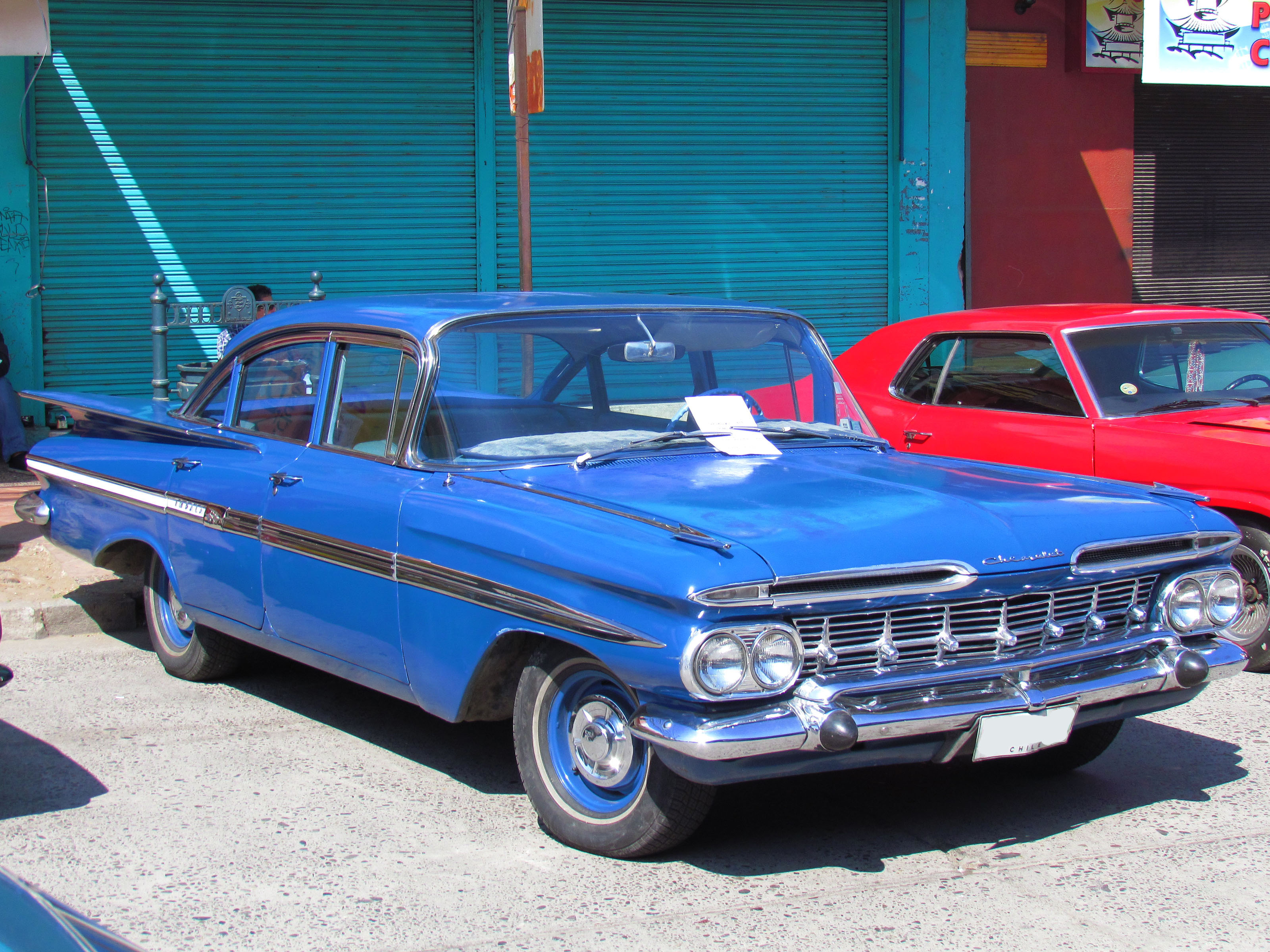
Chevrolet Impala 4-Portas Sedã de 1959
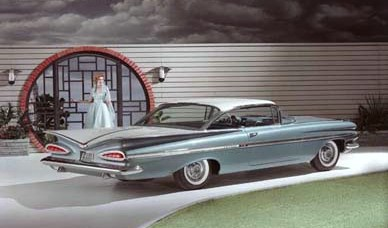
Chevrolet Impala Sport Coupe de 1959
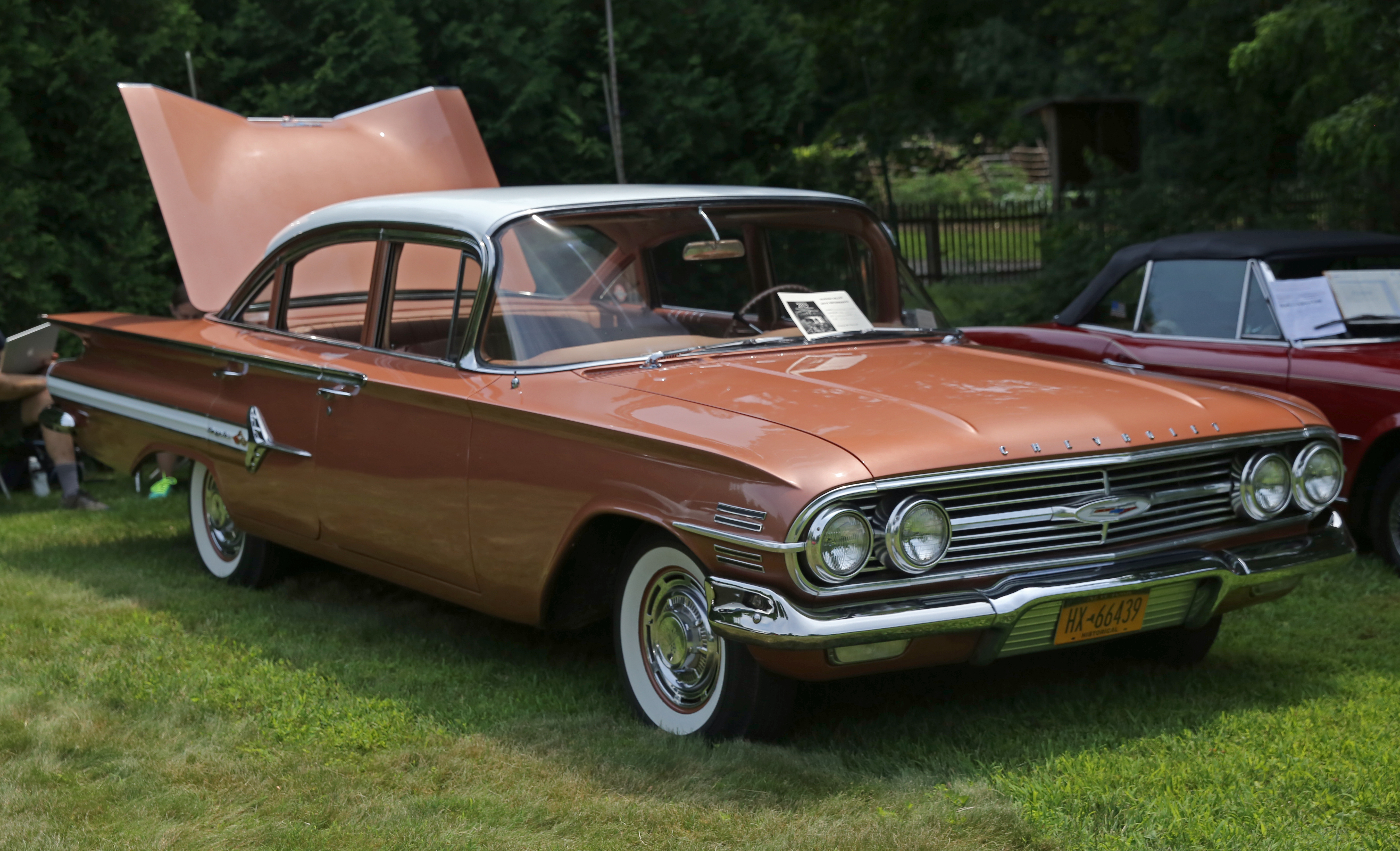
Chevrolet Impala 4-Portas Sedã de 1960
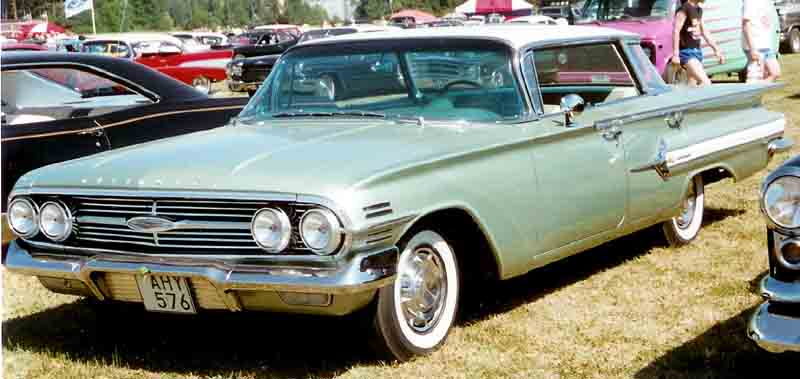
Chevrolet Impala Sport Sedã de 1960
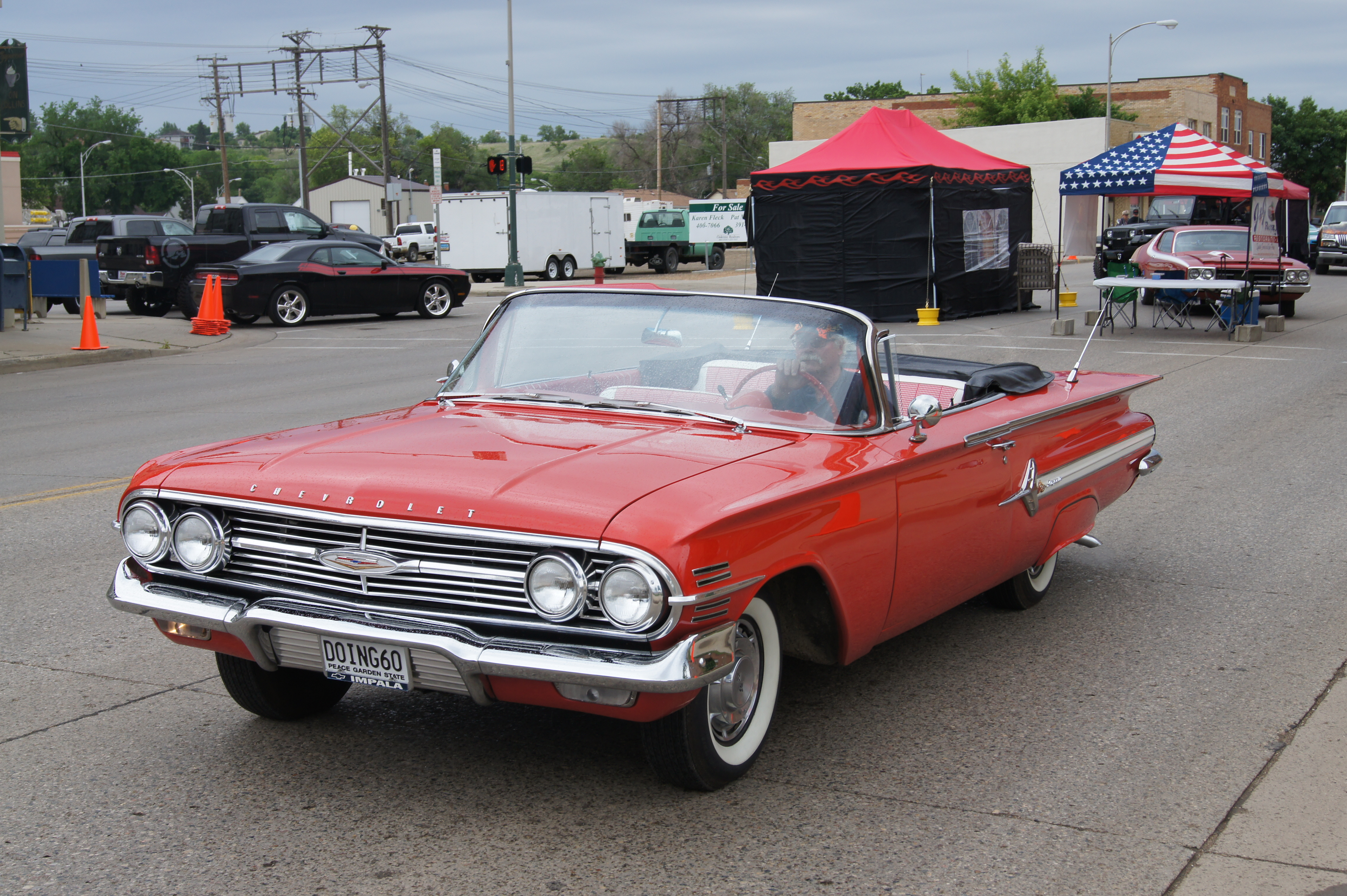
Chevrolet Impala Conversível de 1960
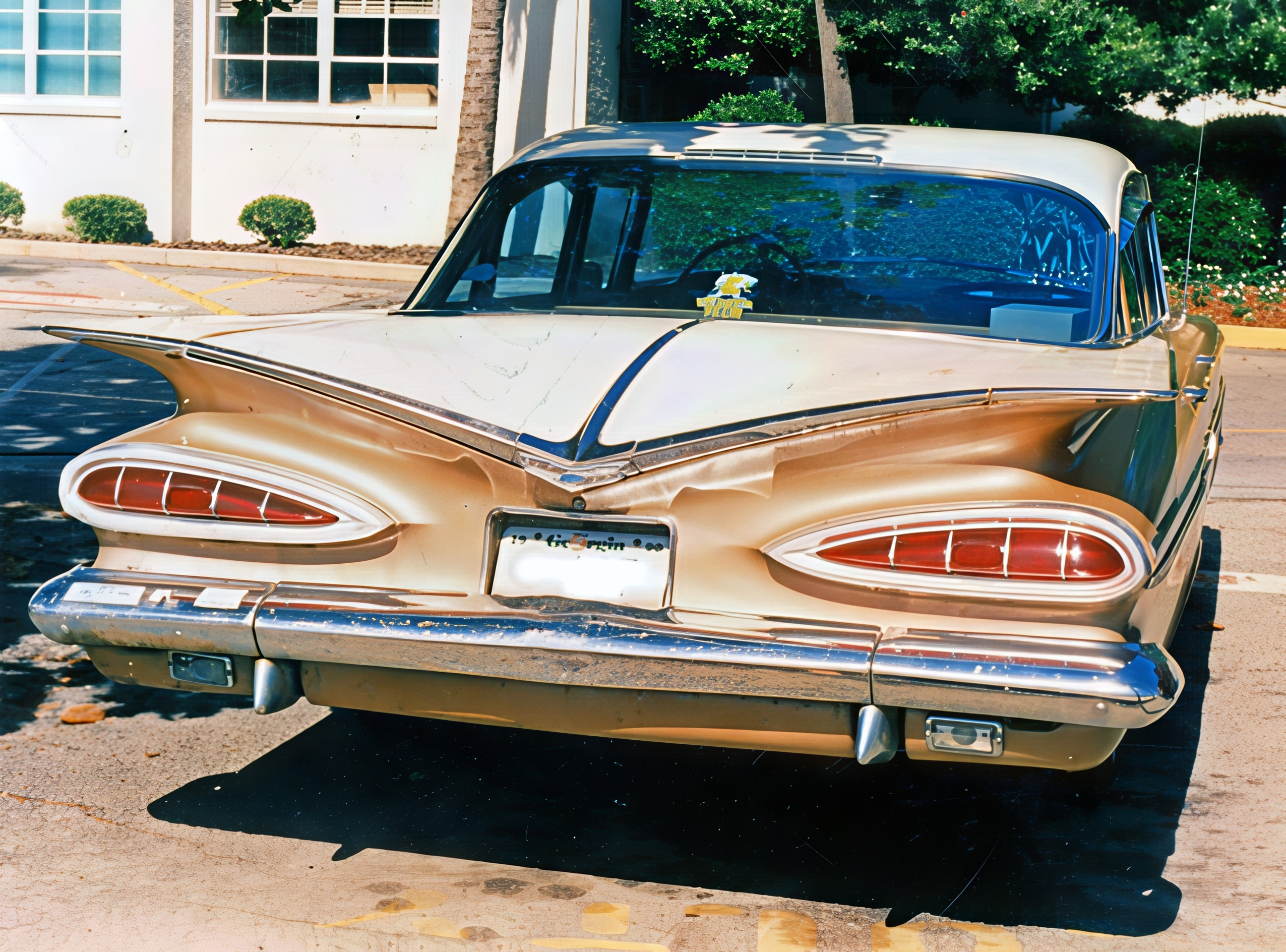
A cauda de um Impala da segunda geração

## Terceira geração (1961–1964)

### 1961
O Impala foi reformulado na plataforma GM B pela primeira vez em 1961. O novo estilo do corpo era mais elegante e quadrado do que os modelos de 1958-1960. Os modelos Sport Coupe apresentaram um estilo de linha de teto "bubbleback" para 1961, todavia, um modelo único, o sedã com pilhares de 2 portas, estava disponível apenas para 1961. Raramente foi encomendado e um escasso colecionável hoje. A estranha opção do Super Sport (SS) estreou em 1961. Este também foi o último ano em que o modelo de perua superior teria o nome Nomad. Os freios elétricos foram de US$43.

## Quarta geração (1965–1970)

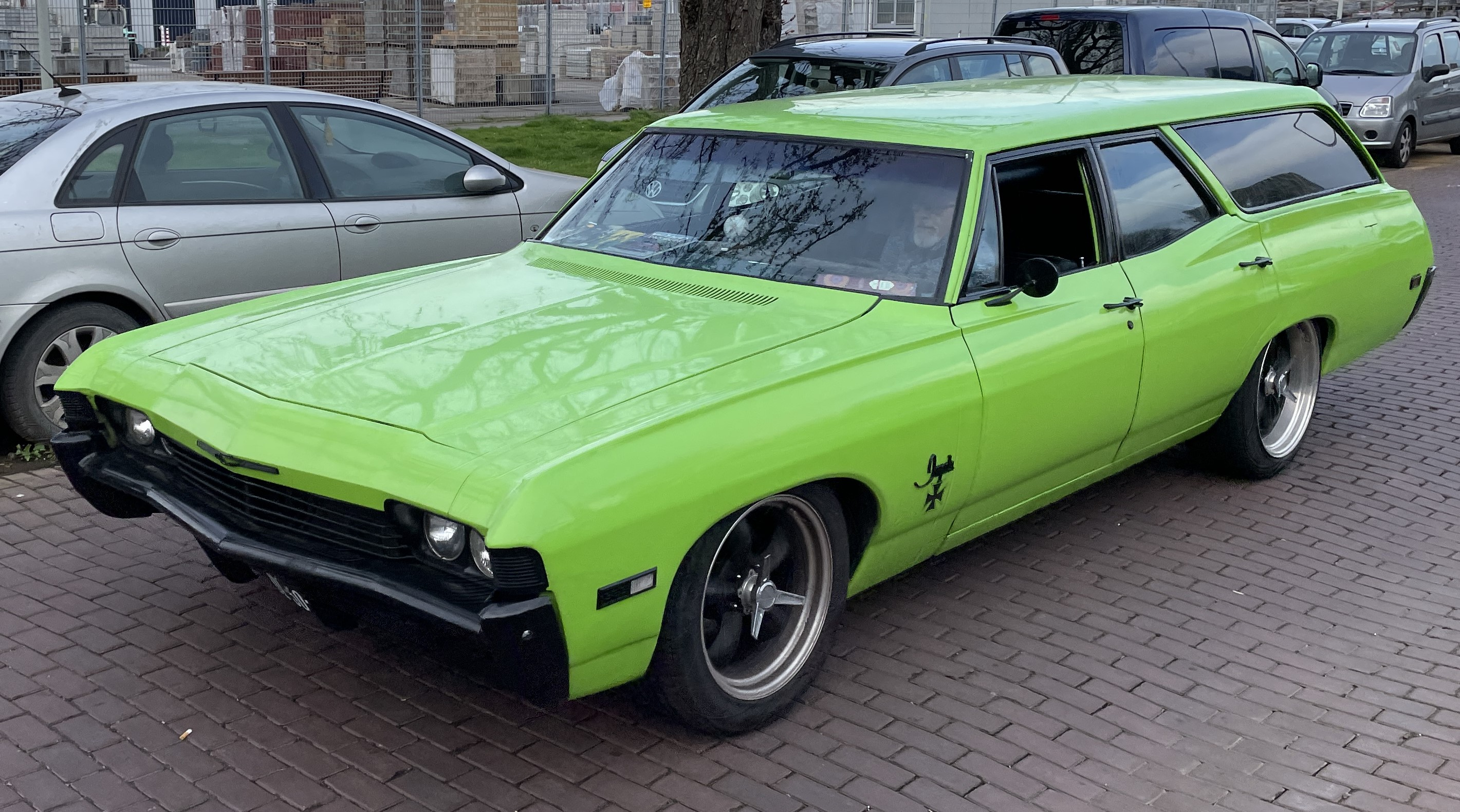
Chevrolet Impala 1968

Reprojetado em 1965, o Impala estabeleceu um recorde de vendas anual de mais de 1 milhão de unidades nos EUA. Todos os novos Chevrolet de grande porte excluíram o quadro "X" para um quadro de perímetro de largura completa, um novo corpo que apresentava vidro lateral curvo, sem moldura (para modelos sem coluna), para-brisa angular mais cortante com janelas de ventilação recentemente remodeladas e bobina completa de suspensão redesenhada .
Em 1965, a Chevrolet introduziu o Impala Caprice, exclusivamente como um hardtop de quatro portas. Os Caprices receberam estofados tufados, acentos granulados de madeira no painel e maçanetas especiais no interior das portas. Este modelo "halo" também apresentou as coberturas de roda "spinner" do Impala SS, com os centros do logotipo "SS" substituídos por um emblema "gravata-borboleta" (bowtie) Chevrolet. A faixa de corte traseira escura do Super Sport abaixo das luzes traseiras triplas também foi usada, com o emblema "Impala SS" substituído por um grande emblema "Caprice by Chevrolet". O Caprice Custom foi reintroduzido como Chevrolet Caprice em 1966, assumindo a posição superior na linha da Chevrolet de grande porte.
As opções de motor incluíram o seis cilindros em linha, bem como os V8 de bloco pequeno e bloco grande. Uma nova transmissão automática Turbo Hydra-Matic de três faixas foi opcional no V8 de 396 cu in (6.5 L). O antigo motor "W" de 409 cu in (6.7 L) foi descontinuado no início do modelo do ano de 1965, então a produção de 1965 obteve o 409, bem como 1/10 de 1% tinham o 396 CID grande bloco. Outros carros construídos mais tarde tiveram a opção de 396 cu in (6.5 L) como o bloco grande. Duas velocidades Powerglide, bem como transmissões manuais de 3 e 4 velocidades estavam disponíveis. Como nos anos anteriores, os Impalas apresentaram mais guarnições cromadas por dentro e por fora, com estofados tufados plissados e painéis de portas. O Impala seria o n°2 conversível mais vendido  nos EUA em 1966, com 38 mil vendidos; Foi derrotado pelo Mustang em por quase 2:1. 1966 viu um par de V8s de  grande ampliado com 427 cu in (7.0 L). O RPO L36 foi avaliado em 385 cavalos de potência, o L72 em 425. O L72 só estava disponível com uma transmissão manual.
O modelo de 1967 foi reprojetado com um estilo de garrafa de Coca aprimorado que apresentava protuberâncias de para-lamas dianteiras e traseiras inspiradas no Corvette. As curvas foram as mais pronunciadas com os modelos 1967-1968. De acordo com os regulamentos federais, as características de segurança foram incorporadas nos Impalas durante os modelos dos anos de 1967 e 1968, incluindo uma coluna de direção absorvente de energia totalmente flexível, luzes laterais e cintos para ombros para modelos fechados (não conversível). O motor L72 não estava disponível em 1967, mas um L36 Turbo-Jet V8 era opcional.
O modelo de 1968 teve o "rosto levantado" (facelifted) com uma nova parte dianteira (front-end). O novo para-choque traseiro abriu as luzes traseiras triplas de "ferradura". Em 1968 também viu-se um novo modelo de Impala, o Custom Coupe. Este hardtop de duas portas apresentava o mesmo teto formal do Caprice Coupe. Foi bem sucedido e continuaria até 1976. O motor L72 "427 Turbo-Jet" voltou a estar nas listas de opções, um V8 de elevação contínua avaliado em 425 cavalos de potência. Continuaria disponível para 1968 e 1969, substituído pelo Turbo-Jet 454 para 1970.
O Impala de 1969 e outros Chevrolets de tamanho grande adquiriram novas carrocerias em forma de laje com um pequeno "upweep" na janela traseira, dando-lhes uma aparência mais formal. Ele manteve a distância entre eixos de 119 polegadas (3,02 metros) dos modelos anteriores. Novos para-choques dianteiros que envolviam a grelha e as luzes traseiras horizontais estavam no para-choque traseiro. O hardtop Sport Coupe obteve uma nova linha de teto de notchback, substituindo o pilar C "fastback" de 1967 a 1968. As janelas dianteiras Ventless foram usadas em todos os modelos. A Chevrolet tinha um sistema rudimentar de "ventilação elétrica" com aberturas no painel de instrumentos. A chave de ignição foi movida do painel de instrumentos para a coluna de direção, e quando a chave foi removida, o volante e a alavanca de mudança estavam trancados.
O modelo do ano de 1969, a produção da Impala atingiu a produção do Caprice em 611 mil unidades. As peruas Impala foram renomeados como Kingswood, um nome que continuaria até 1972. O Impala similar de 1970 obteve um elevação facial menor com um método mais convencional  sob uma grade paralela que substitui a unidade envolvente usada em 1969, juntamente com as novas luzes traseiras verticais triplas no para-choque traseiro. Os compradores canadenses escolheram um companheiro de menor preço para o Impala Sport Coupe, o Bel Air Sport Coupe, que usou o mesma carroceria, mas apresentou guarnição do Bel Air.

### Exportações
Carros de direção destra foram fabricados no Canadá para exportação à países como Austrália, Nova Zelândia, Reino Unido, etc., até 1969. Eles usaram uma versão do painel Impala 1965 - sem provisão para um rádio e instalado em um painel moldagem em fibra de vidro, não metálica - até 1969. Rádios (montados centralmente) e os aquecedores eram de origem local e os limpadores estacionados no centro do para-brisas. Os modelos australianos foram montados na Austrália a partir de kits, com imposto reduzido nos carros. Os carros australianos tinham indicadores traseiros intermitentes de âmbar de origem local que substituíam as lentes de inversão claras, enquanto as luzes vermelhas estavam proibidas lá. Para a montagem na Nova Zelândia, as carrocerias foram fornecidas pelo Canadá já soldadas, pintadas e cortadas.

### Impala SS (1961–1969)

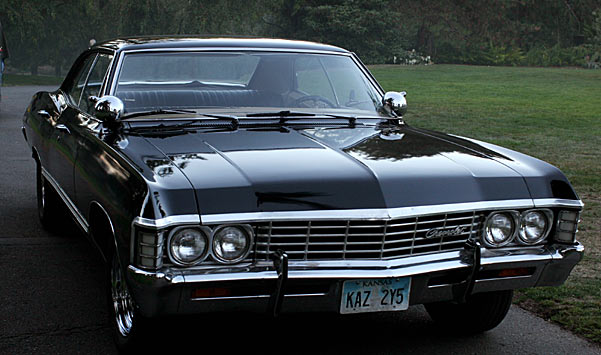
Chevrolet Impala 1967 (padrão) utilizado na série Supernatural

Em 1961, o Impala SS (Super Sport) foi introduzido no mercado. O emblema SS se tornaria a assinatura do desempenho da Chevrolet em muitos modelos, embora muitas vezes tenha sido apenas um pacote de aparência. O pacote SS da fábrica do Impala em 1961 foi realmente um pacote de desempenho quando equipado da fábrica com a guarnição e a suspensão "obrigatória" e as atualizações do motor, começando com os motores V8 de 348 cu in (5.7 L) disponíveis com 305 cv (227 kW , 309 PS), 340 cv (254 kW; 345 PS) e 350 CV (261 kW; 355 PS) ou o novo V8 de 409 cu in (6,7 L), disponível com até 425 hp (317 kW; 431) PS). Ao contrário de todos os outros anos, o pacote Super Sport de 1961 estava disponível em qualquer Impala, incluindo sedãs e peruas (o folheto de vendas mostra um sedã esportivo hardtop de 4 portas com o pacote SS). O pacote também incluiu pneus atualizados em rodas de peruas, molas, choques e revestimentos de freio metálicos sinterizados especiais. Apenas 142 Impala Super Sports 1961 vieram da fábrica com os 409. Além do pacote SS instalado na fábrica, as concessionárias da Chevrolet poderiam adicionar guarnições do SS para qualquer Impala padrão sem as atualizações de desempenho "obrigatórias". 

O impala 1967, chamado impala 67,  foi utilizado na serie de TV chamada supernatural.

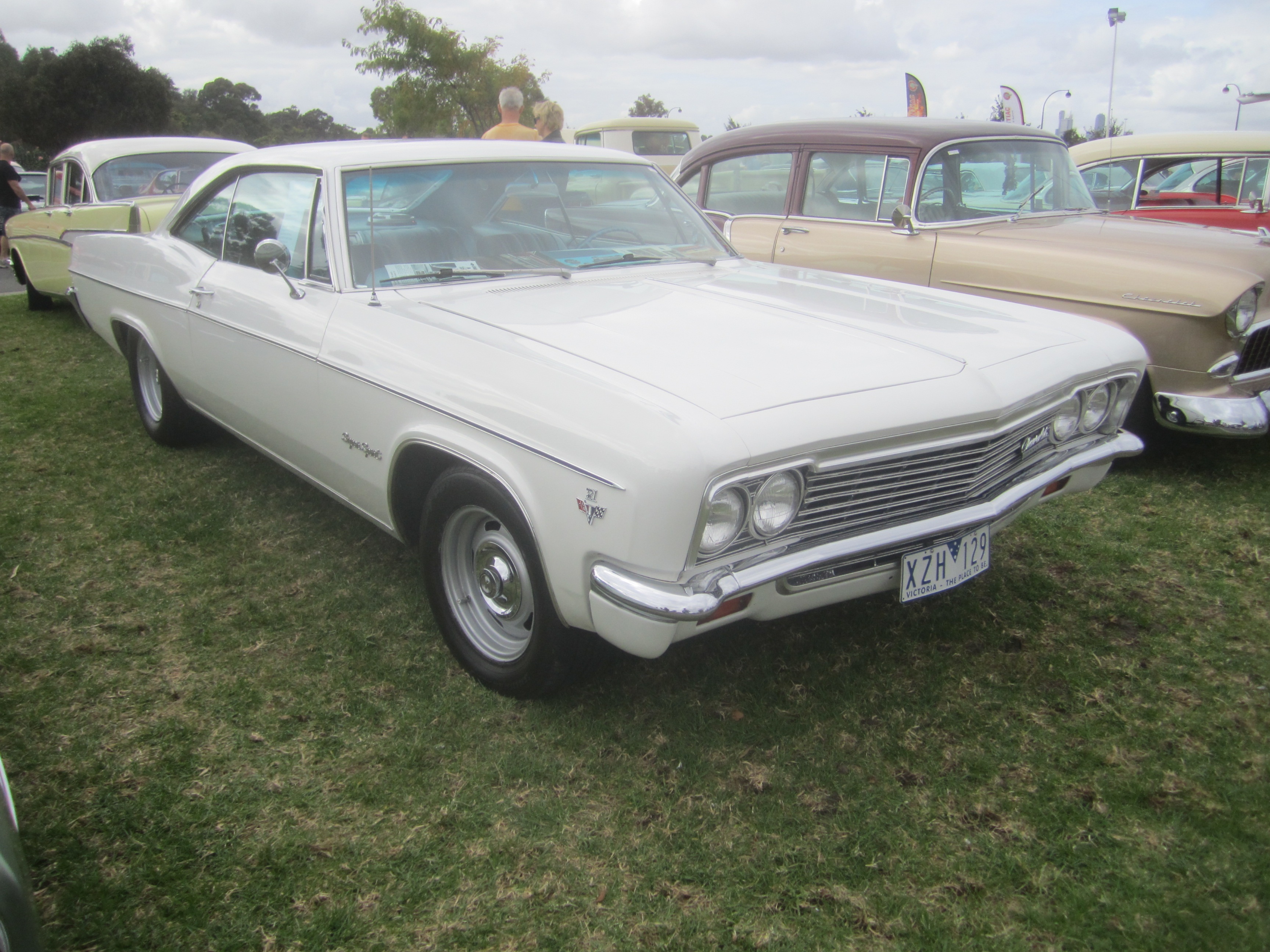
Chevrolet Impala SS 1966

## Sexta geração (1977-1985)

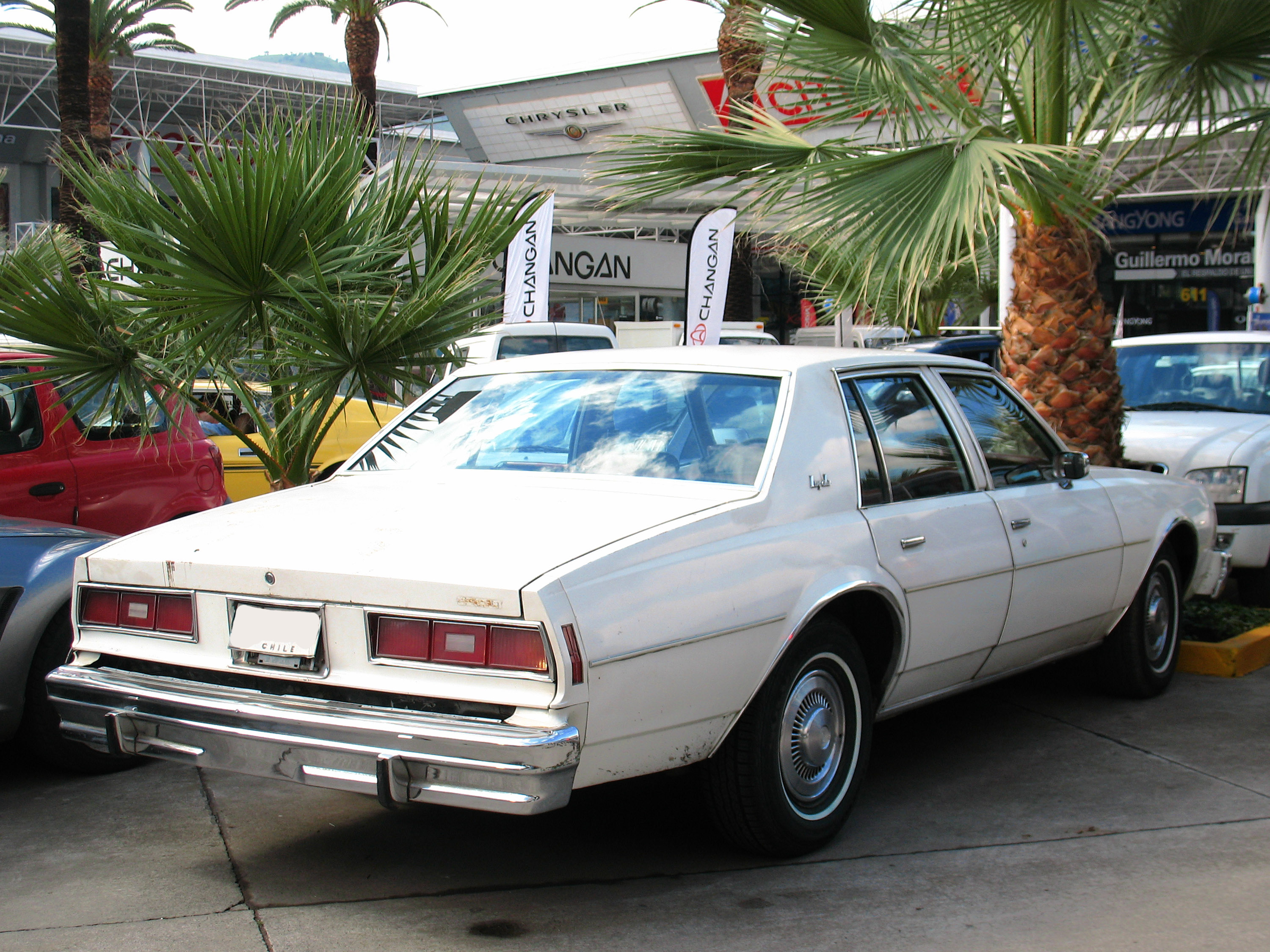
Chevrolet Impala sedã de 1977

As mudanças no mercado automobilístico resultaram no redesenho da Chevrolet no Impala, mais uma vez em 1976, para atender às novas demandas. Os novos Impalas reduzidos eram mais curtos, mais altos e mais estreitos do que antes. O novo chassi do Impala era uma versão reduzida do que foi introduzido em 1970 e seria utilizado até 1996, quando a linha de produção do corpo B fosse fechada. Mesmo com as dimensões externas do aparador, o novo Impala apresentava maior espaço para a cabeça, espaço para as pernas no banco traseiro e espaço para o tronco.

## Oitava geração (2000-2005)
O nome Impala foi revivido para o ano 2000 como o programa "Hi-Mid" para renomear o Lumina como O Chevy Impala. Baseado na plataforma W-body (corpo-W)  da Lumina, foi construído na Oshawa Car Assembly em Oshawa, Ontário, Canadá. Ao contrário dos primeiros Impalas construídos em um B-body (corpo-B) , este era de direção de tração dianteira e estava disponível com a opção de dois motores, o sempre duradouro motor 3.8L V6, e o motor 3.4L V6 um pouco menor. Um novo Impala SS com um V6 supercharged foi trazido para o ano de 2004.[carece de fontes?]

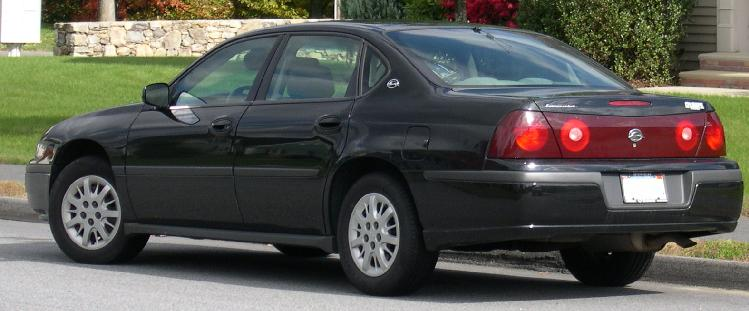
Impala 2002

O Impala estava disponível em dois níveis de acabamento de 2000 a 2003. O modelo de base veio equipado com bancos de pano, rodas de aço, os 180 cavalos de potência (130 kW) LA1 V6 de 3,4 litros (204 cu in) , e a 3-conjunto de instrumentos de calibre. A LS veio equipada de fábrica com assentos de panos atualizáveis para couro com console central e mudança de piso, cor-chave "Impala" e crachá de porta, freios antibloqueio, sistema de controle de tração, enguaniçãotrada remota sem chave, faróis de neblina integrados, rodas de alumínio atualizáveis para rodas de liga leve, spoiler traseiro (opcional nos modelos de base), conjunto de instrumentos de bitola 4 e 200 cavalos de potência maiores (150 kW) L36 V6 de 3,8 litros (231 cu internos) As opções disponíveis em todos os modelos incluíam teto solar, sistema OnStar, Central de Informações ao Motorista com sistema HomeLink integrado, bancos dianteiros com aquecimento e rodas inspiradas no SS de 90 polegadas (2,3 m) da década de 1990. Todos os modelos vinham equipados com vidros elétricos, fechaduras e espelhos. O spoiler traseiro era uma opção nos modelos de base e poderia ser excluído dos modelos LS mediante solicitação dos compradores. Pela primeira vez desde 1959, a Chevrolet ofereceu um Impala que não possuía ou emulava recurso de lanterna traseira tripla característica do modelo.
O Impala SS de 2004 a 2005 veio equipado com o motor L67 V6 supercharged de 3,8 litros (231 cu internos). Ele foi avaliado em 240 cavalos de potência (180 kW) e tinha sido usado anteriormente no Pontiac Grand Prix GTP, Buick Regal GS, Buick Riviera e H-body (corpo-H) Pontiac Bonneville SSEI e Buick Park Avenue "Ultra". O sedã mais leve de tração dianteira foi na verdade tão rápido quanto o vaidoso Impala SS da década de 1990, com 0–60 milhas por hora (0-97 km/h), empurrando 6,5 segundos, em comparação com o tempo do modelo anterior também mostrando 6,5 segundos (embora 7,1 segundos em média). Para comemorar o longo relacionamento da Chevrolet com a Indianapolis Motor Speedway e a corrida Indianapolis 500, uma edição limitada (4.088 produzidas) do Impala Indy SS foi oferecida em 2004, com grade preta com emblema Chevrolet dourado que seria transportado para todos os modelos Impala em 2005, vários logotipos da Indy no exterior e no interior, rodas cromadas de 17 polegadas (0,4cm), pacote de conjuntos de indicadores e muito mais.

### Impala 9C1 e 9C3

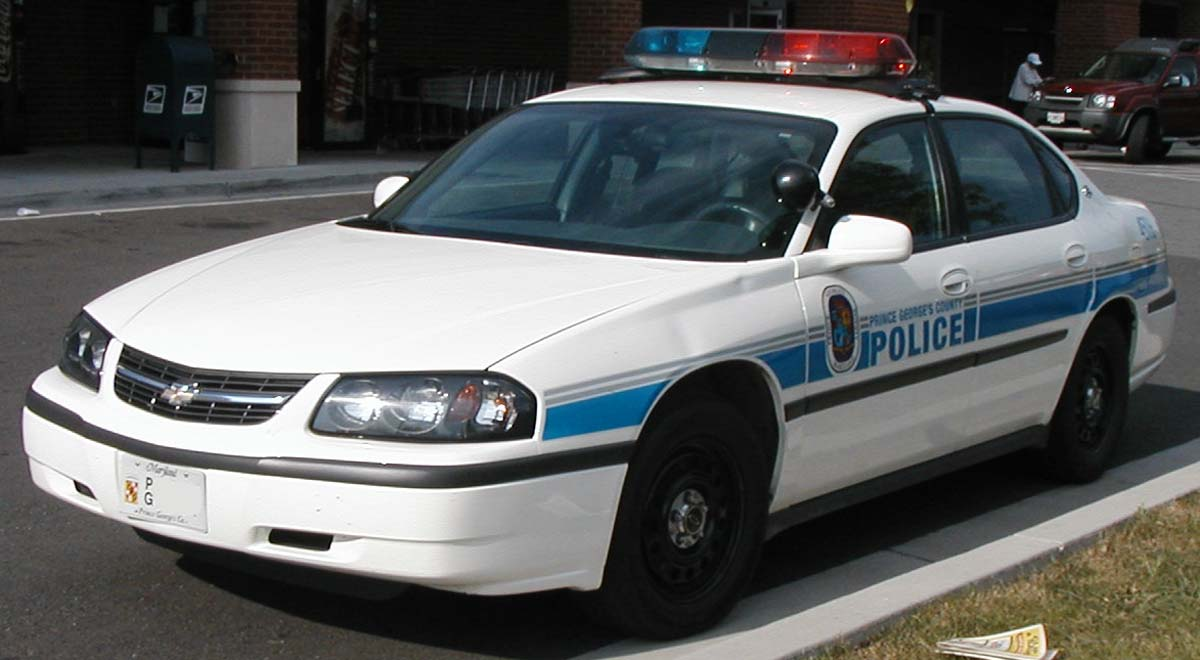
Interceptor da Polícia 4dr Impala 9C1 2005

Também foram lançados com essa versão o Police Package lançado pela primeira vez em 2000 e o Undercover Police Package lançado pela primeira vez em 2001, chamado 9C1 e 9C3, respectivamente. Disponível apenas para agências de segurança pública, departamentos de bombeiros e agências EMS (Em português: Serviço de Emergência Médica), teve mais sucesso do que seu antecessor, o Lumina 9C3. O 9C1 era um modelo de base com uma suspensão mais forte e o motor V6 de 3,8 litros (231 pol.). Estava disponível apenas em algumas cores básicas. Outra adição foi o interruptor "SURV MODE" que substituiu o interruptor de luz de neblina encontrado no LS. Isso permitiu que o motorista desligasse todas as luzes do veículo e "se escondesse"; algo não permitido com os modelos civis, como faróis automáticos eram padrão. O 9C3 foi comparativamente equipado para o 9C1, mas a capacidade de adicionar outras opções de conveniência e mais opções de pintura e interior definem o 9C3.

### Motores
| Motor                              | Potência                   | Torque                         |
| ---------------------------------- | -------------------------- | ------------------------------ |
| 3.4L (204 CID) LA1 V6              | 180 hp (130 kW) @ 5200 rpm | 205 lb⋅ft (278 N⋅m) @ 4000 rpm |
| 3.8L (231 CID) L36 V6              | 200 hp (150 kW) @ 5200 rpm | 225 lb⋅ft (305 N⋅m) @ 4000 rpm |
| 3.8L (231 CID) L67 Supercharged V6 | 240 hp (180 kW) @ 5200 rpm | 280 lb⋅ft (380 N⋅m) @ 4000 rpm |

## Décima geração (2014-2020)[4]
Após uma queda acentuada nas vendas em 2018 e 2019, onde foram comercializados apenas pouco mais de 50.000 unidades, o modelo foi descontinuado em fevereiro de 2020.

## NASCAR

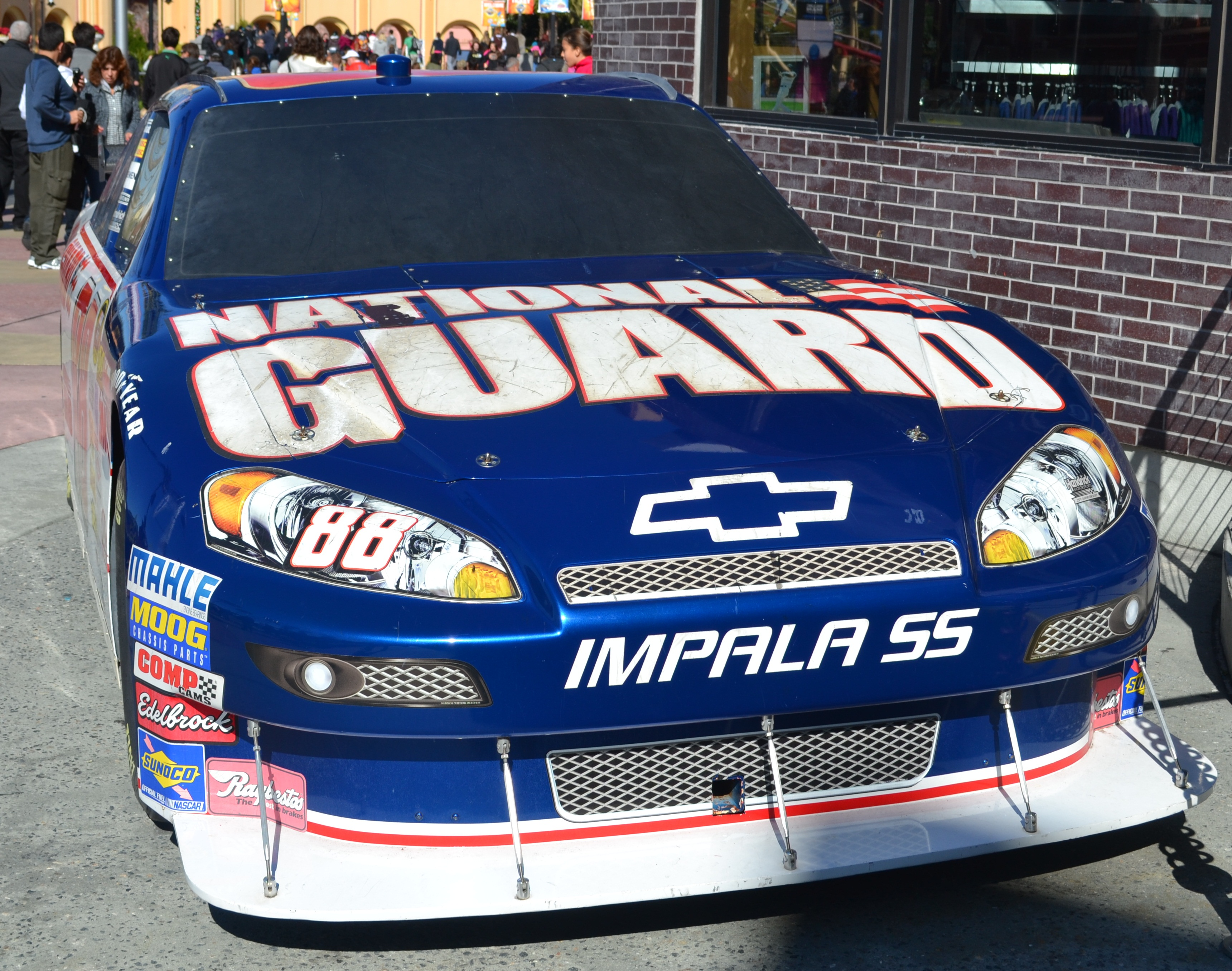
NASCAR Chevrolet Impala da Universal Orlando Resort pintado para se assemelhar ao carro #88 conduzido por Dale Earnhardt, Jr. na Sprint Cup Series.

Em 2007, o Impala começou a substituir o Monte Carlo no circuito de stock car racing NASCAR; mais especificamente, em todos os eventos de corrida programados, onde NASCAR exigiu o uso de um carro com diferentes (e algumas) novas especificações, mais conhecidas como Car of Tomorrow.
O Impala também foi usado para representar o Chevrolet na Nationwide Series. Em 2013, o Impala foi substituído pelo Camaro na série Nationwide
A temporada NASCAR 2012 marcou o fim da utilização da placa de identificação Impala em stock cars. A partir de 2013, os motoristas da Chevrolet começaram a Holden VF Commodore SSV baseado no Chevrolet SS para 2013 na Sprint Cup.